# 布亨施泰因萬德山

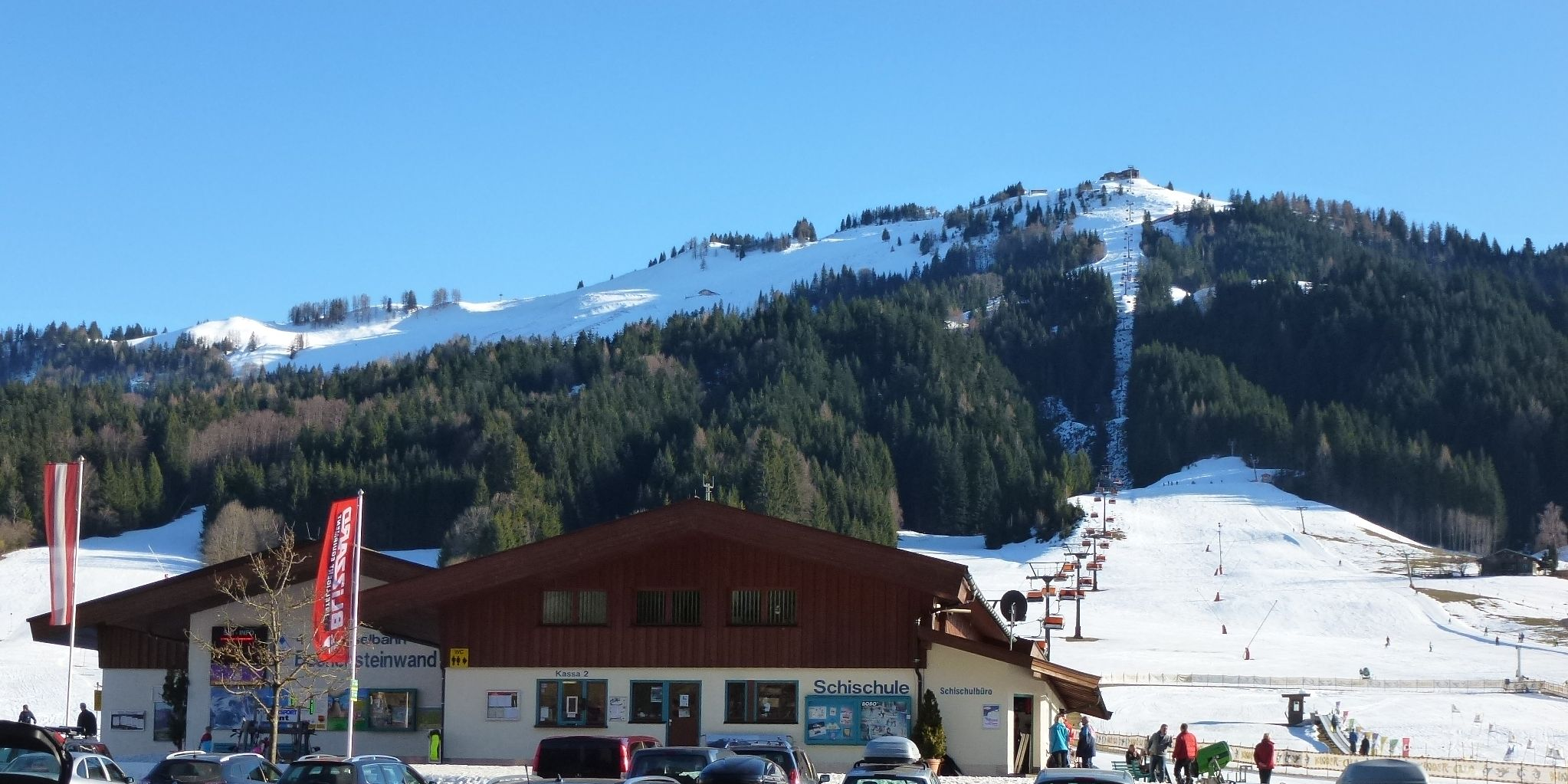

47°29′2″N 12°35′0″E / 47.48389°N 12.58333°E
布亨施泰因萬德山（德語：Buchensteinwand），是奧地利的山峰，位於該國西部，由蒂羅爾州負責管轄，屬於基希貝格施托克山脈的一部分，海拔高度1,462米，每年平均降雨量2,073毫米。